# Zoile d'Alexandria
Zoile d'Alexandria (grec antic: Ζώιλος) va ser patriarca ortodox d'Alexandria des de l'any 542 al 551.
Zacaries Escolàstic diu que Pau d'Alexandria va ser culpat d'assassinat i que per això el van deposar i el van substituir per un tal Zoile l'any 539/540. Van nomenar Acaci, oficial militar, perquè protegís Zoile de l'hostilitat del poble d'Alexandria. Zacaries diu: «Efraïm d'Antioquia va ser enviat a Alexandria, i Abraham Bar Khili [el va acompanyar]. En passar per Palestina, es van endur un monjo anomenat Zoile. I van anar a Alexandria i van investigar les accions de Pau. Després el van expulsar de la seu i van entronitzar Zoile, un sinodita. Per tal de protegir aquest home de la violència [de] la gent de la ciutat, van nomenar allí Acaci Bar Eshkhofo d'Amida, tribú dels romans.»
Va ser succeït pel patriarca Apol·linar.